# Discografia de Ferrugem
A discografia de Ferrugem, um cantor e compositor brasileiro, consiste em dois álbuns de estúdio, dois álbuns ao vivo e quize singles, lançados desde o início de sua carreira.
Filho de uma backing vocal, começou a se interessar por música ainda criança, frequentando rodas de samba próximas da sua cidade. Aos 13 anos de idade, comprou um tantã e começou a tocar e compor suas próprias canções, passando a divulga-las na internet, o que lhe ajudou a fazer contatos importantes para iniciar sua carreira artística. Ganhou diversos admiradores ao apresentar a canção Mar Felicidade em Porto Alegre. Em 2011, surgiu uma oportunidade de se apresentar em São Paulo, criando a Roda De Samba do Vila Duca, na Vila Olímpia. Lá apresentou a música “Meu Bem”, que se tornou um sucesso nas rádios de São Paulo. 
Em 2014, passou a ter a sua carreira administrada pela Gold Produções e em seguida assinou contrato com a gravadora Warner Music. Em setembro, lançou seu primeiro single Climatizar. No dia 9 de fevereiro de 2015, lançou seu primeiro álbum intitulado Climatizar, que contou com a participação das cantoras Anitta e Alcione. O álbum teve como singles "Climatizar", "Tentei Ser Incrível", "Saudade Não é Solidão", "Ensaboado" e "Paciência". Tendo essas duas últimas na trilha sonora do filme Vai que Cola e da novela da sete Rock Story. No dia 10 de fevereiro de 2017 lançou seu segundo álbum intitulado Seja o Que Deus Quiser. Tendo como singles "Eu Sou Feliz Assim", "O Som do Tambor", "Minha Namorada" e "Eu Juro".
No dia 16 de março de 2018, lançou terceiro álbum e primeiro DVD intitulado Prazer, eu sou Ferrugem. O álbum contou com a participação de Péricles, Marcos & Belutti, Nego do Borel, Thiaguinho, Suel, Bruno Cardoso e Ludmilla. O álbum teve como singles "Pirata e Tesouro", "Pra Você Acreditar", "É Natural" e "Sinto Sua Falta". No dia 6 de abril de 2019 gravou seu segundo DVD no Rio de Janeiro intitulado Chão de Estrelas, com a participações de Zé Neto & Cristiano, Léo Santana, Ivete Sangalo, Belo, Lucas Lucco, Reinaldo e Tiee. O álbum foi lançado no dia 19 de julho. O álbum tem como singles "Chopp Garotinho", "Nesse Embalo", "Até Que Enfim" e "Distante do Seu Mundo".

## Álbuns

### Álbuns de estúdio
| Álbum                  | Detalhes                                                                                    |
| ---------------------- | ------------------------------------------------------------------------------------------- |
| Climatizar             | Lançamento: 9 de fevereiro de 2015 Formatos: CD e Download digital Gravadora: Warner Music  |
| Seja o Que Deus Quiser | Lançamento: 10 de fevereiro de 2017 Formatos: CD e Download digital Gravadora: Warner Music |

### Álbuns ao vivo
| Álbum                   | Detalhes                                                                                |
| ----------------------- | --------------------------------------------------------------------------------------- |
| Prazer, eu sou Ferrugem | Lançamento: 16 de março de 2018 Formatos: CD e Download digital Gravadora: Warner Music |
| Chão de Estrelas        | Lançamento: 19 de julho de 2019 Formatos: CD e Download digital Gravadora: Warner Music |
| Abre-Alas               | Lançamento: 27 de novembro de 2020 Formatos: Download digital Gravadora: Warner Music   |

## Singles
| Título                            | Ano  | Melhores posições | Álbum                   |
| Título                            | Ano  | BRA               | Álbum                   |
| --------------------------------- | ---- | ----------------- | ----------------------- |
| "Climatizar"                      | 2014 | 51                | Climatizar              |
| "Tentei Ser Incrível"             | 2015 | 36                | Climatizar              |
| "Saudade Não é Solidão"           | 2015 | 75                | Climatizar              |
| "Ensaboado"                       | 2015 | —                 | Climatizar              |
| "Paciência" (part. Alcione)       | 2016 | —                 | Climatizar              |
| "Eu Sou Feliz Assim"              | 2016 | —                 | Seja o Que Deus Quiser  |
| "O Som do Tambor"                 | 2017 | —                 | Seja o Que Deus Quiser  |
| "Minha Namorada"                  | 2017 | —                 | Seja o Que Deus Quiser  |
| "Eu Juro"                         | 2017 | —                 | Seja o Que Deus Quiser  |
| "Pirata e Tesouro"                | 2017 | 20                | Prazer, eu sou Ferrugem |
| "Pra Você Acreditar"              | 2018 | 27                | Prazer, eu sou Ferrugem |
| "É Natural" (part. Bruno Cardoso) | 2018 | 16                | Prazer, eu sou Ferrugem |
| "Sinto Sua Falta"                 | 2018 | 20                | Prazer, eu sou Ferrugem |
| "Chopp Garotinho"                 | 2019 | 11                | Chão de Estrelas        |
| "Nesse Embalo"                    | 2019 | 18                | Chão de Estrelas        |
| "Até Que Enfim"                   | 2019 | 36                | Chão de Estrelas        |
| "Distante do Seu Mundo"           | 2019 | 38                | Chão de Estrelas        |
| "Segundo Plano"                   | 2019 | 40                | Chão de Estrelas        |
| "Tristinha"                       | 2020 | 17                | Abre-Alas               |
| "Casa do Amor"                    | 2020 | —                 | Abre-Alas               |
| "Eu Não Sou de Me Entregar"       | 2021 | 49                | Abre-Alas               |
| "É dor que não Passa"             | 2021 | 26                | TBA                     |
| "Cachorrinho" (part. Tierry)      | 2022 | 29                | TBA                     |
| "Nossa Vida Parou"                | 2022 | 70                | TBA                     |
| "Me Perdoa" (part. Iza)           | 2022 | 17                | TBA                     |
| "Interessante"                    | 2023 | 20                | TBA                     |

### Como artista convidado
| Título                                                      | Ano  | Melhores posições | Álbum                         |
| ----------------------------------------------------------- | ---- | ----------------- | ----------------------------- |
| "Deixa Eu Te Tocar" (Vitinho part. Ferrugem)                | 2017 | —                 | Entre Amigos                  |
| "Na Moral" (Ederson Santhos part. Ferrugem)                 | 2018 | —                 | Não adicionado a nenhum álbum |
| "Atrasadinha" (Felipe Araújo part. Ferrugem)                | 2018 | 1                 | Por Inteiro                   |
| "Carteiro" (Diney part. Ferrugem)                           | 2018 | —                 | Não adicionado a nenhum álbum |
| "Igual a Você" (Rodriguinho part. Ferrugem)                 | 2019 | —                 | Não adicionado a nenhum álbum |
| "Tonelada de Solidão" (Marcos & Belutti part. Ferrugem)     | 2019 | 5                 | Marcos & Belutti, 10 Anos     |
| "Tá Difícil" (Márcia Felipe part. Ferrugem)                 | 2019 | 81                | Made in Studio                |
| "Carta" (Anezzi part. Ferrugem)                             | 2019 | —                 | Jardim Feérico                |
| "Tá Tudo Bem" (IssoQueÉSomDeRap part. DaPaz, Pk e Ferrugem) | 2019 | —                 | Não adicionado a nenhum álbum |
| "Como Eu Fico" (Qxó part. Ferrugem)                         | 2019 | —                 | Não adicionado a nenhum álbum |
| "Sol e Sal" (Salgadinho part. Ferrugem)                     | 2019 | —                 | Não adicionado a nenhum álbum |
| "Dez a Zero" (RDN part. Ferrugem)                           | 2019 | —                 | Não adicionado a nenhum álbum |
| "Romance Proibido" (Kevin o Chris part. Ferrugem)           | 2020 | 77                | Não adicionado a nenhum álbum |
| "Preciso Ir" (Negra Li part. Ferrugem)                      | 2021 | —                 | Não adicionado a nenhum álbum |

## Outras aparições
| Título                                                                             | Ano  | Álbum                          |
| ---------------------------------------------------------------------------------- | ---- | ------------------------------ |
| "Infância" (Reinaldo part. Ferrugem)                                               | 2013 | Reinado e Seus Convidados      |
| "Sem Frescura" (Grupo Presença part. Ferrugem)                                     | 2016 | Sem Frescura                   |
| "Quarto de Motel" (Imaginasamba part. Ferrugem)                                    | 2016 | Imaginasamba Ao Vivo           |
| "Me Beija, Me Ama" (Samba com Atitude part. Ferrugem)                              | 2017 | Roda de Samba do Clareou       |
| "Eva" (Mãolee part. Ferrugem)                                                      | 2018 | Bendito                        |
| "Futuro e Presente" (Dilsinho part. Mumuzinho e Ferrugem)                          | 2018 | Terra do Nunca                 |
| "Já Deu Pra Notar / Melhor Eu Ir" (Rodriguinho part. Gaab, Ah! Mr. Dan e Ferrugem) | 2018 | O Legado: O Show               |
| "Dois Copos" (Papatinho part. Ferrugem)                                            | 2019 | Rio                            |
| "Me Arrependi" (Sorriso Maroto part. Ferrugem)                                     | 2019 | Ao Cubo, Ao Vivo, Em Cores     |
| "Grão de Areia" (Ivete Sangalo part. Ferrugem)                                     | 2019 | Ivete Sangalo Live Experiencie |
| "De Rolê" (Ludmilla part. Ferrugem)                                                | 2019 | Hellô Mundo                    |
| "Dez a Zero" (RDN part. Ferrugem)                                                  | 2019 | Juntos Somos Mais Fortes       |
| "Suposto Namorado" (Imaginasamba part. Ferrugem)                                   | 2019 | Antes e Depois                 |
| "Eu Quero Ela" (Suel part. Ferrugem)                                               | 2019 | Status                         |